# Henri Stoffel

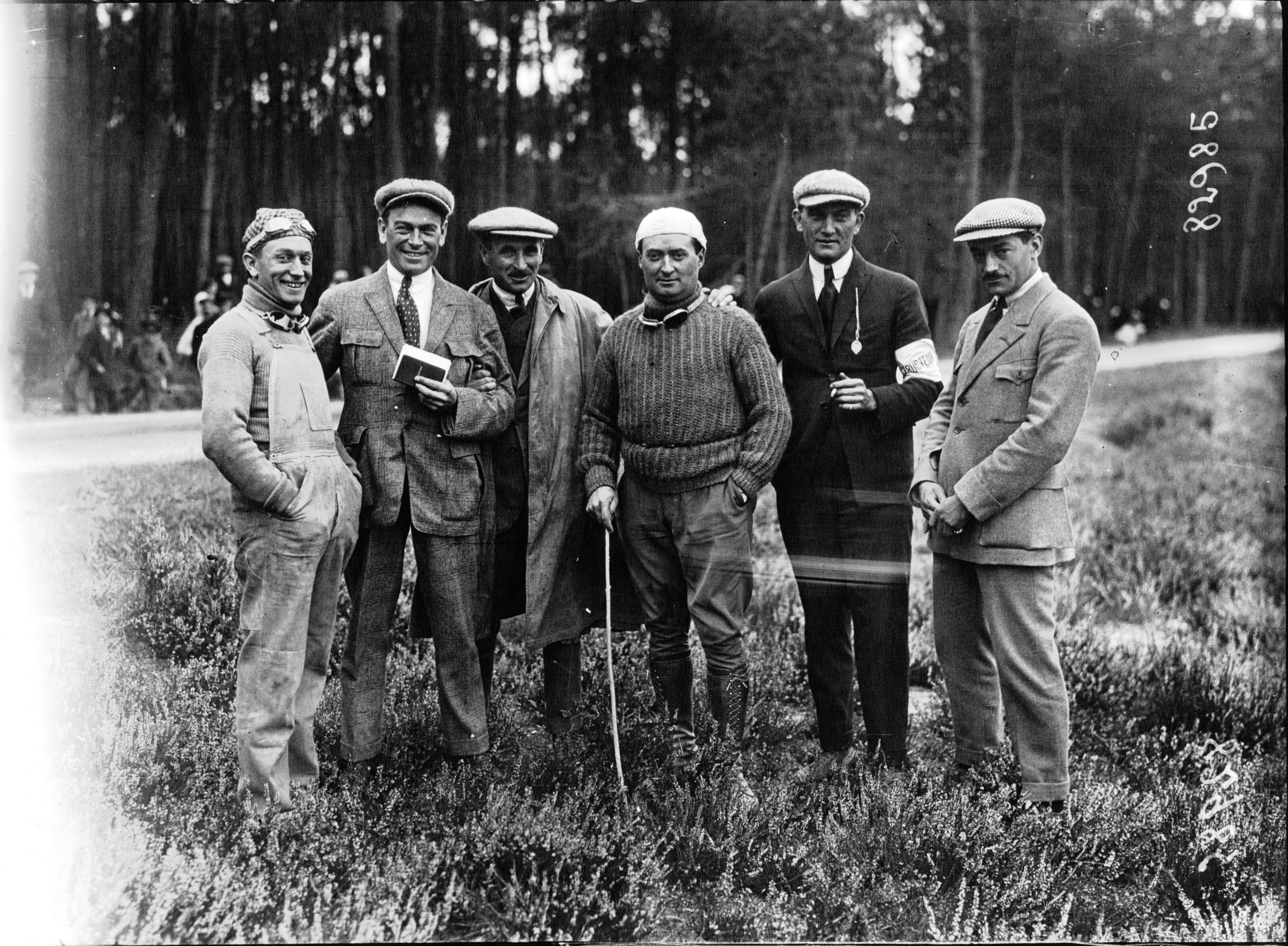
Henri Stoffel (fünfter von links), zwischen seinen Rennfahrerkollegen Louis Wagner, Jean Chassagne, Albert Guyot und Georges Boillot (links)

Henri Stoffel (* 2. Juni 1883 in Pont-d’Ain; † 16. Oktober 1972 in Royan) war ein französischer Autorennfahrer.

## Karriere
Henri Stoffel gehörte zu jenem Kreis an Rennfahrern, die beim ersten 24-Stunden-Rennen von Le Mans der Motorsportgeschichte 1923 am Start waren. Er fuhr einen Lorraine-Dietrich B.3.6 und fiel nach einem Defekt aus. Achtmal war der Franzose in Le Mans am Start, fünfmal kam er in der Gesamtwertung auf das Siegerpodest der ersten Drei, das Rennen gewinnen konnte er jedoch nie. 1924 – mit Édouard Brisson auf einem Lorraine-Dietrich Sport, 1931 – mit Boris Iwanowski auf einem Mercedes-Benz SSK – und 1935 – mit Pierre Louis-Dreyfus auf einem Alfa Romeo 8C 2300 – wurde er Gesamtzweiter. 1928 und 1937, bei seinem letzten Auftritt, wurde er jeweils Dritter.
Stoffel war auch als Teambesitzer aktiv. Auch er besaß einen Mercedes-Benz SSK, den er bei diversen Sportwagenrennen in den 1930er-Jahren einsetzte. 1932 fuhren die Foucret-Brüder damit das Rennen in Le Mans.
Stoffel starb 1972 im Alter von 89 Jahren in Royan an der Biskaya.

## Statistik

### Le-Mans-Ergebnisse
| Jahr | Team                                | Fahrzeug                | Teamkollege          | Platzierung            | Ausfallgrund |
| ---- | ----------------------------------- | ----------------------- | -------------------- | ---------------------- | ------------ |
| 1923 | Société Lorraine De Dietrich et Cie | Lorraine-Dietrich B.3.6 | René Labouchère      | Ausfall                | Defekt       |
| 1924 | Lorraine-Dietrich et Cie            | Lorraine-Dietrich Sport | Édouard Brisson      | Rang 2 und Klassensieg |              |
| 1925 | Grand Garage Saint-Didier Paris     | Chrysler 70 six         | Lucien Desvaux       | nicht klassiert        |              |
| 1928 | Grand Garage Saint-Didier Paris     | Chrysler 72 six         | André Rossignol      | Rang 3                 |              |
| 1929 | Grand Garage Saint-Didier Paris     | Chrysler 75 Six         | Robert Benoist       | Rang 6                 |              |
| 1931 | Valerij Tatarinoff                  | Mercedes-Benz SSK       | Boris Iwanowski      | Rang 2 und Klassensieg |              |
| 1935 | Pierre Louis-Dreyfus                | Alfa Romeo 8C 2300      | Pierre Louis-Dreyfus | Rang 2 und Klassensieg |              |
| 1937 | Ecurie Bleue                        | Delahaye 135CS          | René Dreyfus         | Rang 3                 |              |